# 蒂凡尼·格兰特
蒂凡尼·格兰特（英語：Tiffany Lynn Grant，1968年10月11日—），美国配音演员，编剧。曾在前ADV Films公司译制的新世纪福音战士的电视和电影版本中，为剧中惣流·明日香·兰格雷这一角色担当英文配音。Grant也为其他动画人物担当配音并为人熟知，包括《ONE PIECE》中的丽丽/诺琪高，《NOIR》中的阿尔蒂娜，《机动战舰》中的昴凉子。Grant是一名独立承揽人，而非ADV的员工。Grant当前工作于Funimation Entertainment和Seraphim Digital。
Grant生于美国德克萨斯州休斯敦，丈夫是Matt Greenfield。Matt Greenfield是前ADV的董事、共同创始人，也是位配音演员。（曾使用化名Brian Granveldt，在新世纪福音战士的英文配音中，为剧中人物日向诚配音。）